# 減衰器
減衰器（げんすいき）もしくはアッテネータ（英: Attenuator）とは、信号を適切な信号レベル（振幅）に減衰させる回路素子および装置をいう。減衰量の単位にはデシベル (dB) を用いることが多い。Attenuator の頭文字三文字を取ってATTと略表記される事がある。PADと言われることもある。逆に適切な信号レベルまで増幅するものは、増幅器またはブースターである。

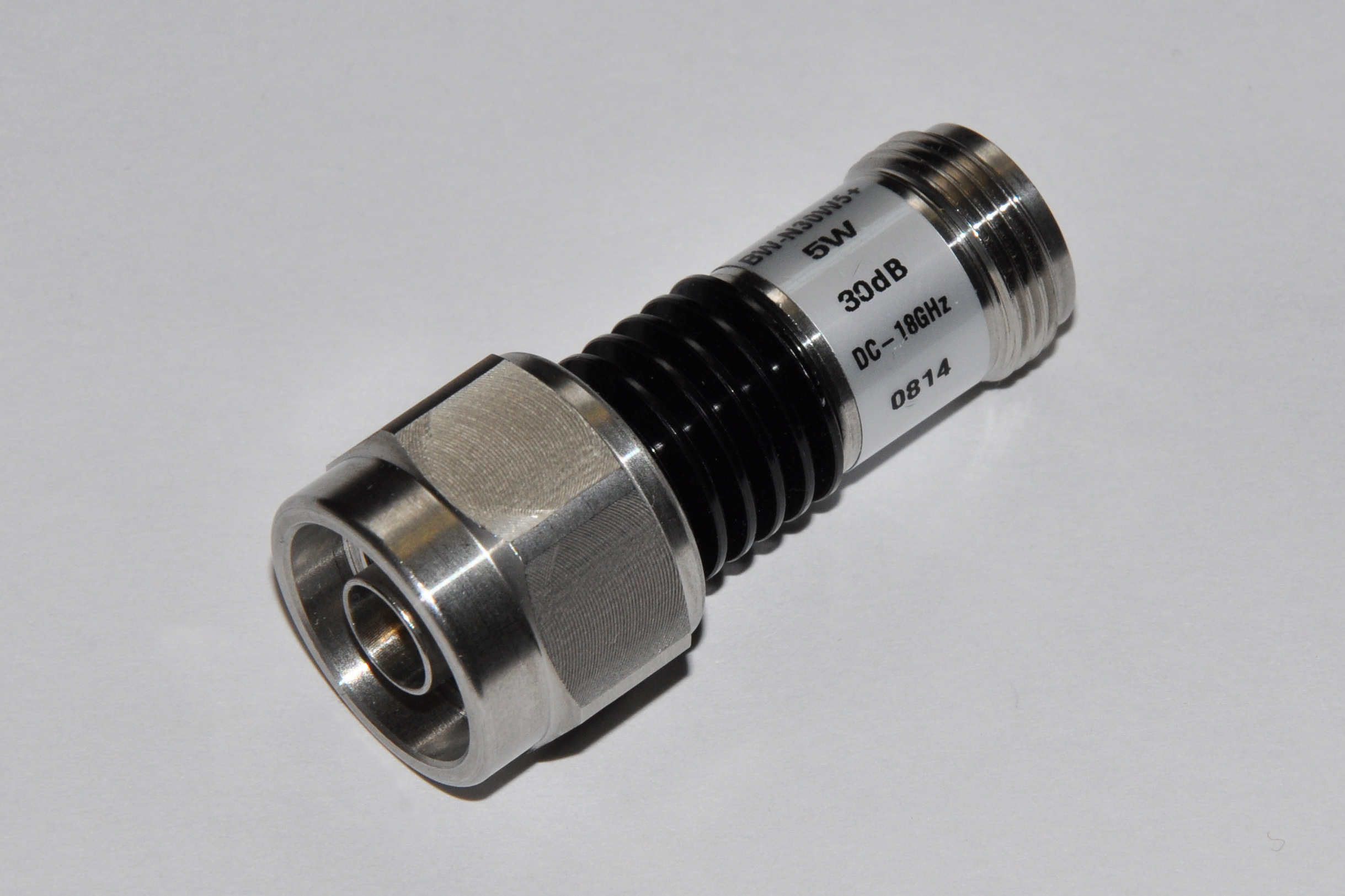
RF端子の減衰器

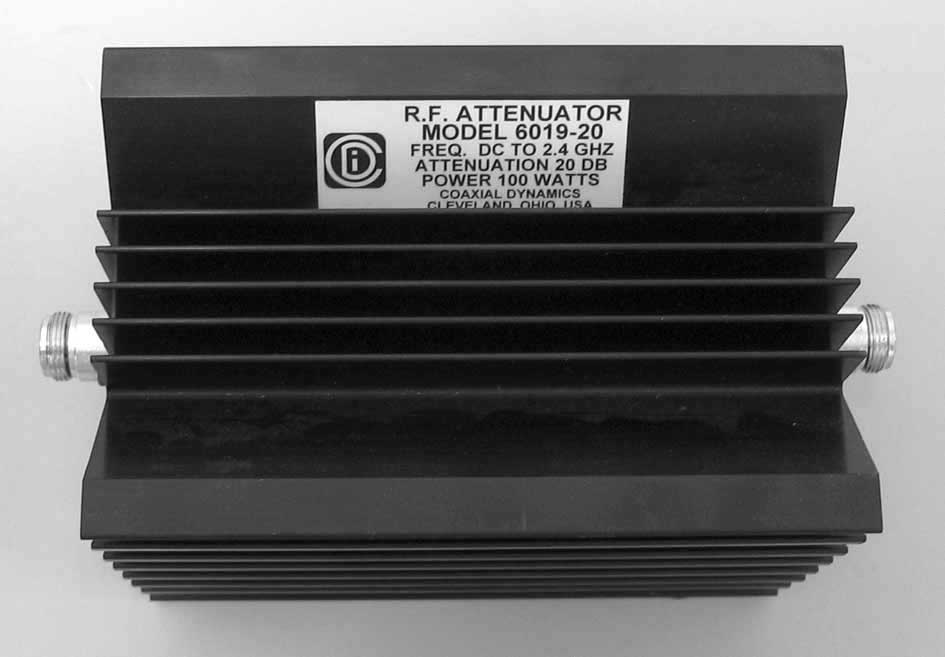
100Wの減衰器

## 構造
抵抗器を複数組み合わせ、分圧・分流により信号レベルを落とす仕組みとなっている。決められた減衰量を減衰させる事しか出来ないものが多いが、スイッチや、切換えスイッチ機構により減衰器内部の抵抗値を変えて減衰量を設定する事が出来るものも存在する。また、平衡接続用のものと不平衡接続用のものの区別もある。

### 基本回路形式

π型不平衡減衰器

π型平衡減衰器

T型不平衡減衰器

T型平衡減衰器

右図に集中定数純抵抗による四種類の減衰器基本回路が示す。周波数補償を考慮しなければ高周波、低周波ともに同様の回路構造である。ここに Z1, Z2 は線路インピーダンスである。アッテネータの基本的な構造としてπ型とT型があるが、二端子対回路としては等価であり相互変換できる。さらに線路が平衡か不平衡かによって合計4タイプの基本回路がある。
L, C, R による受動素子のみを用いたアッテネータは線型回路であり相反定理が成り立つので入出力の区別は無いが、右図および以下の説明に対して説明上、左（1側）を入力、右（2側）を出力と称する。

### 対称性と平衡性
アッテネータにおいて「対称」(symmetry) という用語がしばしば使用されるが注意する必要がある。右図において左右の線対称性、すなわち入出力インピーダンスと平衡性が等しいことを指して「対称」といい、上下の線対称性、すなわち平衡型である場合は対称という用語ではなく「平衡」(balanced) という用語を用いる。
一般に、平衡型ネットワークでは Rs=Rt, Rs1=Rt1, Rs2=Rt2 である。また、線路インピーダンスが一定すなわち入力インピーダンス Z1 と出力インピーダンス Z2 が等しい場合には、回路も対称、すなわち Rs1=Rs2, Rt1=Rt2, Rp1=Rp2 である。これらの拘束条件を外すとアッテネータで減衰と平衡–不平衡あるいはインピーダンス変換を同時に行うことができる。

## 用途
減衰器には信号の減衰は勿論、その他にも様々な用途がある。
信号の減衰
受信機・増幅器等の入力ダイナミックレンジの関係からアッテネータにより適正レベルに減衰させる
測定
信号レベル測定に際し、高精度な減衰定数 (dB) を持つ減衰器と適切な終端抵抗、検波器を組み合わせることにより、アクティブ素子による測定器に比較して高精度な測定が可能。
インピーダンス整合
非対称減衰器回路によりインピーダンス変換が可能。トランスに比べ、広い帯域幅にわたって周波数特性の平坦性が良い。
反射波低減（回路保護）
ある程度の減衰率を持つ減衰器は出力開放・出力短絡事故に際しても反射波の振幅を低減できる。
平衡・不平衡変換
不平衡減衰器回路によって広周波数特性の平衡・不平衡変換が可能。

### オーディオ用アッテネータ
オーディオ用減衰器は、前段の装置の出力信号が次段の装置の許容最大入力値よりも大きい場合に、信号を許容値まで減衰させるために用いられる。一般に以下のような減衰量を得る事が出来る減衰器が市販されており、この中から減衰させたい量を選んで使用することができる。また複数の減衰器を接続させても同等の結果を得る事ができる（例：50 dB = 40 dB + 10 dB）。
| 減衰量（dB） | 主な用途                                             |
| ------------ | ---------------------------------------------------- |
| 4            |                                                      |
| 6            |                                                      |
| 12           |                                                      |
| 14           | 平衡・不平衡変換                                     |
| 20           |                                                      |
| 24           |                                                      |
| 30           |                                                      |
| 40           |                                                      |
| 50           | ラインレベルの音声信号をマイクレベルにまで減衰させる |
| 60           |                                                      |

また、マルチチャンネル構成のスピーカーにおいて、各帯域のスピーカーの能率の違いのバランスを取るためにも用いられる。

### 無線用（高周波用）減衰器
アッテネータを受信機に使用した場合、受信した信号を適切な信号レベルにする事が出来る。受信機は、電界強度が弱すぎると正常に受信する事が出来ないが、逆に電界強度が強すぎても正常に受信する事が出来ない。そこで強電界において電波を受信したとき、アッテネータを使い、受信した信号を適正な信号レベルに落とす事が出来る。
無線用アッテネータも抵抗器を使うが、普通の抵抗器にはインダクタンスもあり、周波数特性が平坦ではないため、無誘導抵抗を用いる。1–20 dB のものが市販されている。